# Tara Fuki
Tara Fuki – czeski zespół muzyczny, grający muzykę z pogranicza folku, world music i avant-pop. Zespół powstał w Brnie w roku 2000.
Członkiniami Tara Fuki są dwie czeskie wiolonczelistki polskiego pochodzenia, Andrea Konstankiewicz (ur. 1972; obecnie Konstankiewicz-Nazir) i Dorota Blahutova (ur. 1975; obecnie Barová).
Nazwa zespołu pochodzi od słowa „tarafury” – romskich grup, które za czasów Marii Teresy grywały żołnierzom idącym na wojnę. Liderki zespołu przerobiły ją na „Tara Fuki”, tak aby nazwa była unikalna i łatwa do wymówienia.
Pierwsza płyta, Piosenki do snu charakteryzowała się tym, że jedynymi używanymi instrumentami były wiolonczele, zaś wszystkie piosenki zostały zaśpiewane w języku polskim. W trzech utworach: Piosenka, Widzę, widzę, Kołysanka wykorzystane zostały teksty Krzysztofa Kamila Baczyńskiego. Tara Fuki otrzymał w 2001 nagrody czeskiej Akademii Muzycznej w kategoriach „Muzyka alternatywna – world music” oraz „Odkrycie roku”.
Druga płyta Tara Fuki, Kapka zawierała teksty w języku czeskim, francuskim i polskim. Trzecia płyta, Auris była ponownie w całości wypełniona polskimi tekstami, tym razem zespół zaprosił gościnnych muzyków, którzy grali m.in. na pianinie i tabli.
W 2016 ukazała się pierwsza kompilacja The Best of, uzupełniona o utwór w języku czeskim: V rytmu s deštěm.
Tara Fuki występował w niemal całej Europie, a także w Ameryce Środkowej. Zespół, mimo polskich korzeni oraz tekstów tylko sporadycznie odwiedza Polskę. Wystąpił:
- 27 listopada 2002 w warszawskim Centrum Sztuki Współczesnej[5].
- 17 lipca 2009 w warszawskim Państwowym Muzeum Etnograficznym[6]
- 16 lipca 2010 na festiwalu Święto Herbaty w Cieszynie[7]
- 11 czerwca 2017 na 4. Prezentacjach Form Muzyczno-Teatralnych Dźwięki Słów w Lublinie[8].

Dorota Barová wydała w 2018 swój pierwszy album solowy, zatytułowany Iluzja, zawierający – podobnie jak w przypadku Tara Fuki – piosenki zaśpiewane po polsku. Album zdobył nagrodę czeskiej Akademii Muzycznej (Ceny Anděl) za rok 2018 w kategorii „Jazzowy album roku”.

## Dyskografia
- Piosenki do snu (2001)
- Kapka (2003)
- Auris (2007)
- Sens (2010)
- Winna (2014)
- The Best of (2015)